# Макаров, Александр Тимофеевич (полный кавалер ордена Славы)
Алекса́ндр Тимофе́евич Мака́ров (3 октября 1918, Средние Алгаши, Симбирская губерния — 20 марта 1992, Ульяновская область) — советский военнослужащий, участник Великой Отечественной войны, полный кавалер ордена Славы, командир взвода связи 170 гвардейского стрелкового полка (57-я гвардейская стрелковая дивизия, 4-й гвардейский стрелковый корпус, 8-я гвардейская армия, 1-й Белорусский фронт), гвардии старшина.

## Биография
Александр Тимофеевич Макаров родился в селе Средние Алгаши Симбирского уезда Симбирской губернии (в настоящее время (Цильнинский район Ульяновской области) в семье крестьянина. Окончил 7 классов школы, работал в колхозе.
В июле 1941 года Богдашкинским райвоенкоматом Куйбышевской области он был призван в ряды Красной армии, на фронтах Великой Отечественной войны с 20 сентября 1943 года.
В Никопольско-Криворожской наступательной операции гвардии сержант Макаров обеспечивал бесперебойную связь командира батальона со стрелковыми ротами. 1 февраля 1944 года при отражении контратаки из личного оружия убил солдата противника. Приказом по полку от 12 февраля 1944 года он был награждён медалью «За отвагу».
В боях 10—15 мая 1944 года на Заднестровском плацдарме возле села Шерпены в Молдавии командир взвода связи гвардии старшина Макаров обеспечил бесперебойную связь командира батальона с ротами. В условиях нехватки солдат во взводе лично устранил около 15 повреждений линий связи. Приказом по 170-й гвардейской дивизии от 20 мая 1944 года он был награждён орденом Славы 3-й степени.
При форсировании Вислы в районе польского города Магнушев 1—7 августа 1944 года гвардии старшина Макаром вместе со своим взводом переправился на левый берег одним из первых Сразу же развернул линии связи о под непрерывным пулемётным и артиллерийско-миномётным огнём обеспечивал беспрерывную связь с командиром батальона, обеспечивая непрерывное управления и удержания захваченного плацдарма. Сам 15 раз под огнём устранял обрывы линий связи. Приказом по войскам 8-й гвардейской армии от 7 сентября 1944 года он был награждён орденом Славы 2-й степени.
При форсировании реки Одер в районе города Франкфурт-на-Одере 3 февраля 1945 года гвардии старшина Макаров поддерживал надёжную связь. 15 февраля 1945 года в бою за населённый пункт Маншов при отражении контратаки захватил в плен 5 солдат противника. 18 апреля 1945 года на Зеловских высотах обеспечил бесперебойную связь командованию. При отражении контратаки противника уничтожил трёх солдат противника. Указом Президиума Верховного Совета СССР от 15 мая 1946 года гвардии старшина Макаров был награждён орденом Славы 1-й степени.
В марте 1947 года гвардии старшина Макаров демобилизовался. Вернулся на родину, работал плотником в колхозе.
6 апреля 1985 года в порядке массового награждения участников войны был награждён орденом Отечественной войны 1-й степени.
Скончался Александр Тимофеевич Макаров 20 марта 1992 года.